# Fabrizio Desideri
Fabrizio Desideri (Empoli, 29 aprile 1953) è un filosofo italiano.

## Biografia
Allievo di Ferruccio Masini e Massimo Cacciari, ha studiato filosofia a Roma, dove si è laureato nel 1976 a La Sapienza, e al Philosophisches Seminar dell'Università di Francoforte sul Meno. Negli anni romani, grazie al rapporto con Ottavio Cecchi, collabora con le pagine culturali di Rinascita e con alcune importanti riviste filosofiche del periodo come Nuova Corrente  e Centauro. Dopo l'attività di ricercatore a Siena e Napoli, giunge all'Università degli studi di Firenze dove dal 2001 al Novembre 2023 è Professore Ordinario di Estetica per poi ricevere, nel Luglio 2024, il titolo di Professore Emerito presso il Dipartimento di Lettere e Filosofia. Insieme a Giovanni Matteucci dà vita alla rivista internazionale Aisthesis della quale è Direttore sin dalla sua fondazione. Ha curato edizioni di Nietzsche, Kant, Benjamin, Kafka, Rang, Scheerbart, Simmel, Blanqui per editori quali Editori Riuniti, Marietti, Newton Compton, Einaudi, Mimesis.

## Pensiero
La riscoperta di Walter Benjamin
È con Ferruccio Masini e, in Germania, Hermann Schweppenhäuser, che Fabrizio Desideri si avvicina, nella seconda metà degli anni ’70, all’opera di Walter Benjamin. Tra i maggiori animatori della riscoperta del pensiero di questo autore, presto si afferma, nel panorama italiano e internazionale, come uno dei suoi più importanti interpreti.
La pista di ricerca aperta da Desideri insiste sulla tensione unitaria interna alla riflessione filosofica di Benjamin, ravvisandone la matrice nei motivi teologici della tradizione ebraica. Pur riconoscendo i momenti di svolta del pensiero benjaminiano, Desideri mostra come Benjamin possa essere considerato figura originalissima della tradizione neoplatonico-cabbalistica, rimarcandone la visione affatto peculiare del messianismo, in alcun modo assimilabile a quello escatologico cristiano, o alla teologia politica di Carl Schmitt.
Muovendo dal recupero della pluralità delle stesure de L'opera d’arte nell’epoca della sua riproducibilità tecnica, Desideri promuove una lettura di rinnovata attualità del saggio benjaminiano, mettendone in luce la differenza inconciliabile con la filosofia di Martin Heidegger.
Il pensiero tedesco e gli studi su Kant
Gli studi e il pensiero di Desideri si caratterizzano per un costante confronto critico con la filosofia tedesca: l’importante rivalutazione della riflessione scientifico naturale di Novalis (del quale cura assieme a Giampiero Moretti l'edizione integrale dell'Opera filosofica) e il messianismo (tema approfondito anche dall'amicizia con Sergio Quinzio) come problematica chiave interpretativa del Romanticismo (Il velo di Iside, 1997), gli studi su Nietzsche, Simmel e Warburg, e la lettura della terza critica kantiana in cui il giudizio riflettente è visto come la dimensione capace di cogliere il legame dinamico tra il livello estetico dell’esperienza e quello intellettuale della coscienza nella configurazione della soggettività (Il passaggio estetico, 2003).
Da Quartetto per la fine del tempo a L’ascolto della coscienza
Nell’ambito dello studio di Kant si pone il libro del 1991, Quartetto per la fine del tempo. Una costellazione kantiana, dove si esplora il tema escatologico nell’epoca dell’Aufklärung (Illuminismo in Germania), attraverso quattro opere emblematiche corrispondenti a quattro diversi linguaggi: la poesia con l’Ode incompiuta sull’eternità di Albrecht von Haller, la pittura nell’incisione di William Hogart, The Bathos  (la Morte di Chronos), la filosofia con lo scritto di Kant, La fine di tutte le cose e, infine, la musica con il Requiem di Mozart.
Nel corso degli anni ’90 del secolo scorso Desideri avvia una ricerca sul problema del rapporto tra identità e coscienza di sé, pubblicando i primi risultati sulla rivista Atque. Materiali tra filosofia e psicoterapia diretta da Paolo Francesco Pieri, con il quale inizia una collaborazione e un’amicizia sempre più strette. Il condensato di queste ricerche è L’ascolto della coscienza. Una ricerca filosofica (1998) dove il tema della coscienza di sé come soglia critica tra interno ed esterno  è sviluppato in un confronto continuo tra i classici e le prospettive più influenti della filosofia analitica. Al centro di questo lavoro è un modello di coscienza non intenzionale, di tenore estetico, che ha nell’ascolto come risposta all’Altro la sua origine. L'opera viene ripubblicata nel 2024 in una versione aggiornata, figlia - nelle parole dell'autore - di un lavoro "di ripulitura sintattica e, in tanti casi, di riscrittura".
Il ripensamento dell’estetico
Già a partire dalla fine degli Novanta, con L’ascolto della coscienza. Una ricerca filosofica (1998), prende corpo la linea di ricerca dedicata al ripensamento dell’estetico in quanto attitudine percettiva emotivamente densa e cognitivamente indeterminata, che si sviluppa in seguito nei lavori Forme dell’estetica. Dall’esperienza del bello al problema dell’arte (2004), La percezione riflessa. Estetica e filosofia della mente (2011) e Origine dell’estetico. Dalle emozioni al giudizio (2018). Se Forme dell’estetica tende un arco ampio dall’estetico all’artistico, chiarendo in che modo atteggiamento artistico e atteggiamento estetico si distinguano l’uno dall’altro, La percezione riflessa si sofferma sul ruolo delle modulazioni attenzionali nell’emergenza dell’attitudine estetica. L’Origine dell’estetico, infine, tirando le fila di un percorso più che ventennale, snoda con sistematicità l’itinerario che, nell’esercizio dell’attitudine estetica, muove dalla germinale spinta emotiva alla formulazione compiuta di un giudizio estetico.

## Premi e riconoscimenti
- 1993 Premio San Valentino (Motivazioni al Premio di Massimo Cacciari);
- 2012 Premio Filosofico Castiglioncello per l'opera La percezione riflessa. Estetica e filosofia della mente;
- 2019 Premio “Gian Piero Orsello” per l'opera Origine dell’estetico. Dalle emozioni al giudizio;
- 2024 Conferimento del titolo di Professore Emerito presso il Dipartimento di Lettere e Filosofia (DILEF) dell'Università degli Studi di Firenze.

## Opere principali
- Walter Benjamin: il tempo e le forme, Roma, Editori riuniti, 1980
- Quartetto per la fine del tempo; una costellazione kantiana, Genova, Marietti, 1990
- La porta della giustizia: saggi su Walter Benjamin, Bologna, Pendragon, 1995
- Il velo di Iside: coscienza, messianismo e natura nel pensiero romantico, Bologna, Pendragon, 1997
- L'ascolto della coscienza: una ricerca filosofica, Milano, Feltrinelli, 1998 - ri-edito in versione aggiornata da Inschibboleth Edizioni, Roma, 2023.
- Il fantasma dell'opera: Benjamin, Adorno e le aporie dell'arte contemporanea, Genova, Il melangolo, 2002
- Il passaggio estetico: saggi kantiani, Genova, Il melangolo, 2003
- Forme dell'estetica: dall'esperienza del bello al problema dell'arte, Roma-Bari, Laterza, 2004
- Storia dell'estetica occidentale. Da Omero alle neuroscienze, Carocci, Roma, 2008 (13 ristampe, ultima edizione: 2020)[7]
- La percezione riflessa: estetica e filosofia della mente, Milano, Raffaello Cortina, 2011
- La misura del sentire: per una riconfigurazione dell'estetica, Milano-Udine, Mimesis, 2013
- Origine dell'estetico: dalle emozioni al giudizio, Roma, Carocci, 2018
- Walter Benjamin e la percezione dell'arte: estetica, storia, teologia, Brescia, Morcelliana, 2018
- Oggetti attivi. Sulla singolarità delle opere d'arte, Milano-Udine, Mimesis, 2021
- Estetica contemporanea. Dalle filosofie della crisi alle culture postmediali, Carocci, Roma, 2023[8]